# Herbarium Hohenheim
Das Herbarium Hohenheim entstand etwa ab 1828 als akademische Pflanzensammlung der Landwirtschaftlichen Unterrichts-, Versuchs- und Musteranstalt Hohenheim, der Vorgängereinrichtung der Universität Hohenheim.  Die Sammlung wurde vom Hohenheimer Botaniker Oskar von Kirchner (1851–1925) erstmals detailliert beschrieben und nachhaltig erweitert.
Das Herbarium ist Teil der Sammlungen des Instituts für Biologie der Universität Hohenheim und umfasst circa 500 000 Belege. Die Sammlung enthält Belege hauptsächlich aus Europa, aber auch dem Nahen Osten und Nordafrika. Einige Sammlungsteile erfassen auch Arten aus Ostafrika bzw. pflanzenpathogene Oomyceten.
Zu den weiteren Kollektionen des Instituts gehören eine Früchte- und Samensammlung, eine Sammlung von Pollen und fotografischen Aufnahmen des Blütenstaubs.
Die berühmte Hohenheimer Holzsammlung wurde ins Engelhorn-Museum Mannheim ausgelagert.
Kuratorin des Hohenheimer Herbariums ist die Botanikerin Rhinaixa Duque-Thüs, die an Philipp M. Schlüter berichtet. Die Digitalisierung der Bestände erfolgte überwiegend durch Helmut Dalitz.